# Baseball aux Jeux panaméricains de 2011
L'épreuve de baseball des Jeux panaméricains de 2011 s'est déroulée à Guadalajara au Mexique du 19 au 25 octobre. 
Seul un tournoi masculin s'est disputé. Les rencontres se sont jouées au Estadio Panamericano de Beisbol de Lagos de Moreno. 
Le Canada s'est imposée 2-1 en finale face à États-Unis. 

## Participants
Huit équipes participent à cette édition. Le Mexique, pays hôte, est qualifié d'office alors que les sept autres nations sont désignés lors d'un tournoi qualificatif disputé en 2010 au Porto Rico,:
- Mexique
- États-Unis 1er tournoi qualificatif
- Cuba 2e tournoi qualificatif
- Venezuela 3e tournoi qualificatif
- Rép. dominicaine 4e tournoi qualificatif
- Panama 5e tournoi qualificatif
- Canada 6e tournoi qualificatif
- Porto Rico 7e tournoi qualificatif

## Format du tournoi
Au premier tour, les équipes sont réparties en deux poules de quatre au format round robin. Elles s'affrontent ensuite en quarts de finale croisés, puis demi-finales et finales. Les perdants des quarts jouent des matchs de classements.
La règle du frappeur désigné est autorisée.
Si une équipe mène par dix points d'écart à partir de la 5e manche (ou suivante), le match est arrêté en vertu de la mercy rule.

## Premier tour

### Poule A
| Date       | Lieu                            | Heure   | Recevant         | Visiteur         | Score  |
| ---------- | ------------------------------- | ------- | ---------------- | ---------------- | ------ |
| 19 octobre | Estadio Panamericano de Beisbol | 19 h 00 | Panama           | Mexique          | 1 – 2  |
| 20 octobre | Estadio Panamericano de Beisbol | 14 h 00 | États-Unis       | Rép. dominicaine | 20 – 2 |
| 21 octobre | Estadio Panamericano de Beisbol | 10 h 00 | Panama           | États-Unis       | 0 – 11 |
| 21 octobre | Estadio Panamericano de Beisbol | 19 h 00 | Mexique          | Rép. dominicaine | 3 – 2  |
| 22 octobre | Estadio Panamericano de Beisbol | 14 h 00 | Rép. dominicaine | Panama           | 8 – 6  |
| 22 octobre | Estadio Panamericano de Beisbol | 19 h 00 | États-Unis       | Mexique          | 2 – 3  |

| Pl. | Équipe           | J | V | D | PM | PC | %    |
| --- | ---------------- | - | - | - | -- | -- | ---- |
| 1   | Mexique          | 3 | 3 | 0 | 8  | 5  | 1.00 |
| 2   | États-Unis       | 3 | 2 | 1 | 33 | 5  | 0.67 |
| 3   | Rép. dominicaine | 3 | 1 | 2 | 12 | 29 | .33  |
| 4   | Panama           | 3 | 0 | 3 | 7  | 21 | 0.00 |

### Poule B
| Date       | Lieu                            | Heure   | Recevant   | Visiteur   | Score |
| ---------- | ------------------------------- | ------- | ---------- | ---------- | ----- |
| 19 octobre | Estadio Panamericano de Beisbol | 10 h 00 | Canada     | Porto Rico | 5 – 4 |
| 19 octobre | Estadio Panamericano de Beisbol | 14 h 00 | Venezuela  | Cuba       | 4 – 5 |
| 20 octobre | Estadio Panamericano de Beisbol | 10 h 00 | Porto Rico | Venezuela  | 6 – 9 |
| 20 octobre | Estadio Panamericano de Beisbol | 19 h 00 | Cuba       | Canada     | 9 – 5 |
| 21 octobre | Estadio Panamericano de Beisbol | 14 h 00 | Porto Rico | Cuba       | 7 – 8 |
| 22 octobre | Estadio Panamericano de Beisbol | 10 h 00 | Canada     | Venezuela  | 3 – 1 |

| Pl. | Équipe     | J | V | D | PM | PC | %    |
| --- | ---------- | - | - | - | -- | -- | ---- |
| 1   | Cuba       | 3 | 3 | 0 | 22 | 16 | 1.00 |
| 2   | Canada     | 3 | 2 | 1 | 14 | 14 | 0.67 |
| 3   | Venezuela  | 3 | 1 | 2 | 14 | 15 | 0.33 |
| 4   | Porto Rico | 3 | 0 | 3 | 17 | 22 | .00  |

## Deuxième tour

### Tableau final
|  | Demi-finales 24 octobre 2011 | Demi-finales 24 octobre 2011 |                        |   | Finale 25 octobre 2011  | Finale 25 octobre 2011  |
|  | Demi-finales 24 octobre 2011 | Demi-finales 24 octobre 2011 |                        |   | Finale 25 octobre 2011  | Finale 25 octobre 2011  |
|  |                              |                              |                        |   |                         |                         |
|  | Guadalaraja, au Mexique      | Guadalaraja, au Mexique      |                        |   | Guadalaraja, au Mexique | Guadalaraja, au Mexique |
|  | Guadalaraja, au Mexique      | Guadalaraja, au Mexique      |                        |   | Guadalaraja, au Mexique | Guadalaraja, au Mexique |
|  | États-Unis                   | 12                           |                        |   | Guadalaraja, au Mexique | Guadalaraja, au Mexique |
|  | États-Unis                   | 12                           |                        |   | Guadalaraja, au Mexique | Guadalaraja, au Mexique |
|  | Cuba                         | 10                           |                        |   | Guadalaraja, au Mexique | Guadalaraja, au Mexique |
|  | Cuba                         | 10                           | États-Unis             | 1 |                         |                         |
|  | Guadalaraja, au Mexique      |                              | États-Unis             | 1 |                         |                         |
|  |                              | Canada                       | 2                      |   |                         |                         |
|  | Canada                       | Canada                       | 2                      | 5 |                         |                         |
|  | Canada                       |                              |                        | 5 |                         |                         |
|  | Mexique                      | 3                            |                        |   |                         |                         |
|  | Mexique                      | 3                            | Match pour la 3e place |   |                         |                         |
|  |                              |                              |                        |   |                         |                         |
|  | Guadalaraja, au Mexique      |                              |                        |   |                         |                         |
|  |                              |                              |                        |   |                         |                         |
|  | Cuba                         | 6                            |                        |   |                         |                         |
|  | Cuba                         | 6                            |                        |   |                         |                         |
|  | Mexique                      | 0                            |                        |   |                         |                         |
|  | Mexique                      | 0                            |                        |   |                         |                         |

### Matchs de classements
| Match    | Date       | Lieu                            | Heure   | Recevant   | Visiteur         | Score  |
| -------- | ---------- | ------------------------------- | ------- | ---------- | ---------------- | ------ |
| 7e place | 24 octobre | Estadio Panamericano de Beisbol | 10 h 00 | Porto Rico | Panama           | 3 – 2  |
| 5e place | 25 octobre | Estadio Panamericano de Beisbol | 10 h 00 | Venezuela  | Rép. dominicaine | 7 – 14 |

## Classement final
| Pl.                          | Sélection        |
| ---------------------------- | ---------------- |
| Médaille d'or, Amérique      | Canada           |
| Médaille d'argent, Amérique  | États-Unis       |
| Médaille de bronze, Amérique | Cuba             |
| 4                            | Mexique          |
| 5                            | Rép. dominicaine |
| 6                            | Venezuela        |
| 7                            | Porto Rico       |
| 8                            | Panama           |